# Hirafuku Hyakusui

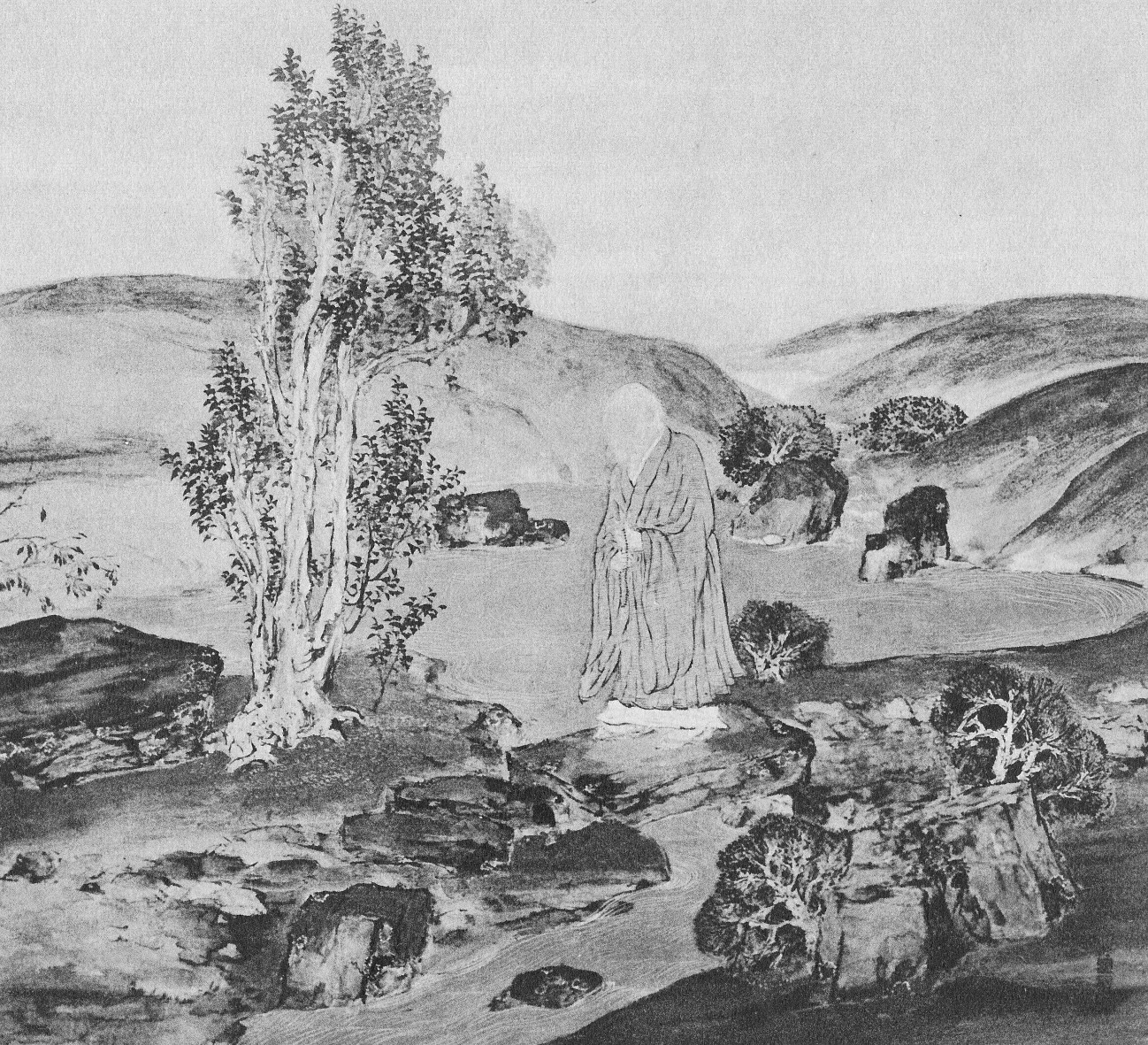
Abt des Renge-ji

Hirafuku Hyakusui  (japanisch 平福 百穂; 28. Dezember 1877 in Kakunodate, Präfektur Akita – 30. Oktober 1933 ebenda, eigentlicher Name Teizō (貞蔵)) war ein japanischer Maler im Nihonga-Stil.

## Leben und Werk
Hyakusui erhielt seinen ersten Unterricht von seinem Vater, dem Maler Hirafuku Suisan (1844–1890). 1894 ging er nach Tokyo und studierte unter Kawabata Gyokushō (1842–1913). Ab 1897 studierte er Malerei in der Abteilung für Malerei im japanischen Stil (Nihonga) an der Kunstschule Tokyo, Vorläuferin der heutigen Tōkyō Geijutsu Daigaku. In dieser Zeit zeigte er Bilder auf den Ausstellungen der „Vereinigung junger japanischer Künstler“ (日本青年絵画協会, Nihon seinen kaiga kyōkai) und der Nihon bijutsu kyōkai (日本美術協会) und wurde mit Preisen ausgezeichnet. 1900 gründete er, zusammen mit Yūki Somai (1875–1957), Fukui Kōtei (1856–1938) und anderen, die Künstlervereinigung Musei-kai (无声会), um die damaligen Nihonga-Richtung einen mehr realistische Richtung zu führen.
Hakusui studierte ein Jahr westliches Design in der Ausbildungsstätte der Künstlergesellschaft Taiheiyō Gakai Kenkyūjo und gewann mit Titelseiten und lebendigen Skizzen für die Zeitung Kokumin Shimbun eine Anhängerschaft. 1914 wurden seine Gemälde „Truthähne“ (七面鳥, Shitchimenchō) und „Enten“ (鴨, Kamo) auf der achten Ausstellung des Kultusministeriums Bunten (文展) bzw. auf der Taishō-Ausstellung, wo sie dritte Preise gewannen. 1916 gründete er, zusammen mit Kaburagi Kiyokata, Matsuoka Eikyū und anderen, die Künstlergesellschaft Kinrei-sha (金錫社), die für künstlerische Freiheit und persönlichen Ausdruck eintrat. 1922 wurde er Mitglied der Jury der Teiten (帝展), der Nachfolgerin der Bunten.
1930 besuchte Hakusui anlässlich einer Ausstellung japanischer Künstler in Rom Italien, besuchte auch andere Länder Europas, darunter Deutschland. Auf der „Ausstellung von Werken lebender japanischer Künstler“ bis  war ein Werk von ihm, „Der Abt des Renge-ji“ zu sehen. Nach seiner Rückkehr wurde er zum Mitglied der Akademie der Künste. Zwei Jahre später, 1932, wurde er als Lehrer an die Kunstschule Tokyo berufen, starb jedoch bereits im folgenden Jahr.
Hyakusui verband seine Malerei im Nihonga-Stil mit der Flächigkeit und Farbenfreude des Rimpa-Stils. In den späteren Jahren ist auch Einfluss der Nanga-Richtung zu spüren. Zu den bekannten Werke von zählen die Stellschirme „Kraniche und blaues Wellen“ (丹鶴青瀾, Tankaku seiran), „Brandung“ (荒磯, Ariso). Der Letztere erschien auch als Briefmarke anlässlich der Expo ’75 auf Okinawa. In seinen späteren Werken wie „Ikkyū in Katata“ (堅田の一休, Katata no Ikkyū), „Gemähtes Gras“ (刈り草, Karikusa) und „Berge im Frühling“ (春の山, Haru no yama) werden poetische Qualitäten sichtbar.
Hyakusui ist auch als Dichter hervorgetreten, die in der Zeitschrift Araragi publiziert wurden. Eine Gedichtsammlung ist unter dem Namen „Chinesischer Bambus“ (寒竹, Kanchiku) erschienen.

## Bilder

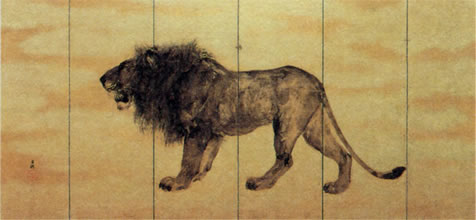
Löwe, 1915
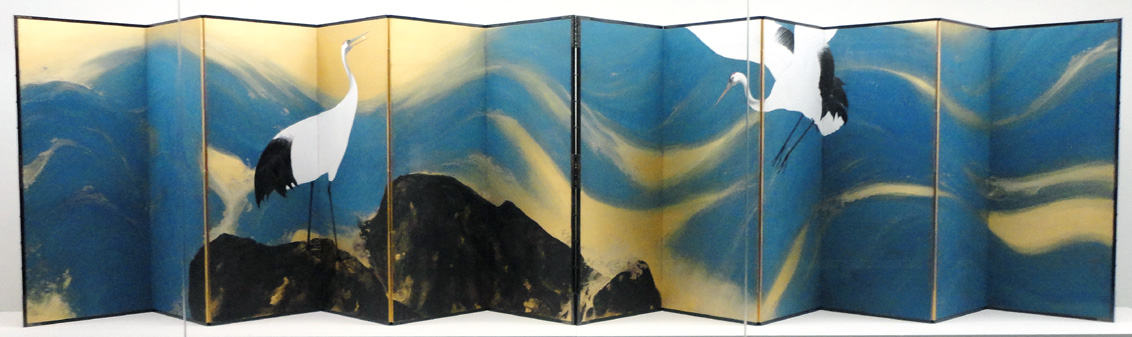
Kraniche
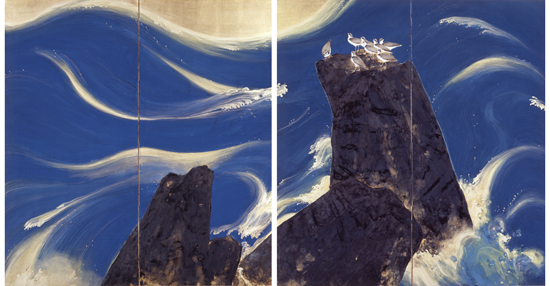
Brandung, 1926
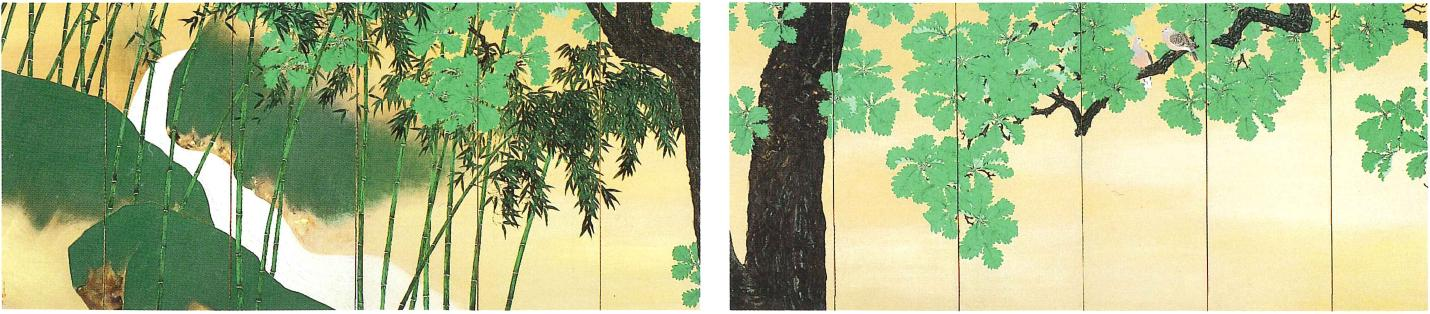
Eichen, 1926